# Mark Hartigan
Mark Hartigan, född 15 oktober 1977 i Fort St. John, British Columbia, är en kanadensisk ishockeyspelare som spelat för Linköpings HC i Elitserien.
Hartigan skrev på för NHL-klubben Atlanta Thrashers som odraftad free agent 2002. Han har hittills spelat för Atlanta Thrashers, Columbus Blue Jackets, Anaheim Mighty Ducks (7 matcher) och Detroit Red Wings på NHL-nivå.
Hartigan har i 2 säsonger spelat med det Stanley Cup-vinnande laget (Anaheim 2006-2007 och Detroit 2007-2008), men inte spelat tillräckligt många matcher för att få sitt namn ingraverat i bucklan.

## Statistik
| 2001–02    | Atlanta Thrashers      | NHL        | 2   | 0   | 0   | 0   | 2   | —  | — | — | —  | —  |
| 2002–03    | Atlanta Thrashers      | NHL        | 23  | 5   | 2   | 7   | 6   | —  | — | — | —  | —  |
| 2002–03    | Chicago Wolves         | AHL        | 55  | 15  | 31  | 46  | 43  | 9  | 1 | 2 | 3  | 10 |
| 2003–04    | Columbus Blue Jackets  | NHL        | 9   | 1   | 3   | 4   | 6   | —  | — | — | —  | —  |
| 2003–04    | Syracuse Crunch        | AHL        | 69  | 23  | 23  | 46  | 86  | 7  | 1 | 4 | 5  | 8  |
| 2004–05    | Syracuse Crunch        | AHL        | 69  | 31  | 28  | 59  | 105 | —  | — | — | —  | —  |
| 2005–06    | Columbus Blue Jackets  | NHL        | 33  | 9   | 3   | 12  | 22  | —  | — | — | —  | —  |
| 2005–06    | Syracuse Crunch        | AHL        | 49  | 34  | 41  | 75  | 48  | 6  | 1 | 2 | 3  | 33 |
| 2006–07    | Columbus Blue Jackets  | NHL        | 6   | 1   | 2   | 3   | 2   | —  | — | — | —  | —  |
| 2006–07    | Syracuse Crunch        | AHL        | 34  | 19  | 13  | 32  | 51  | —  | — | — | —  | —  |
| 2006–07    | Anaheim Ducks          | NHL        | 6   | 0   | 0   | 0   | 4   | 1  | 0 | 0 | 0  | 0  |
| 2006–07    | Portland Pirates       | AHL        | 25  | 9   | 16  | 25  | 20  | —  | — | — | —  | —  |
| 2007–08    | Detroit Red Wings      | NHL        | 23  | 3   | 1   | 4   | 16  | 4  | 0 | 1 | 1  | 4  |
| 2007–08    | Grand Rapids Griffins  | AHL        | 48  | 23  | 19  | 42  | 76  | —  | — | — | —  | —  |
| 2008–09    | Dinamo Riga            | KHL        | 55  | 20  | 18  | 38  | 115 | 3  | 1 | 0 | 1  | 10 |
| 2009–10    | CSKA Moscow            | KHL        | 48  | 8   | 14  | 22  | 56  | 3  | 0 | 0 | 0  | 4  |
| 2010–11    | Dinamo Riga            | KHL        | 45  | 16  | 8   | 24  | 52  | 9  | 3 | 6 | 9  | 12 |
| 2011–12    | Rapperswil-Jona Lakers | NLA        | 15  | 2   | 3   | 5   | 10  | —  | — | — | —  | —  |
| 2011–12    | Linköping HC           | Elitserien | 23  | 5   | 3   | 8   | 20  | —  | — | — | —  | —  |
| AHL totalt | AHL totalt             | AHL totalt | 349 | 154 | 171 | 325 | 429 | 22 | 3 | 8 | 11 | 51 |
| NHL totalt | NHL totalt             | NHL totalt | 102 | 19  | 11  | 30  | 58  | 5  | 0 | 1 | 1  | 4  |
| KHL totalt | KHL totalt             | KHL totalt | 148 | 44  | 40  | 84  | 223 | 15 | 4 | 6 | 10 | 26 |